# Article 21 de la Constitution de la Cinquième République française
Article 20 Article 22
L'article 21 de la Constitution de la Cinquième République française fait partie du titre III de la Constitution du 4 octobre 1958, qui traite du gouvernement. Il présente les fonctions et pouvoirs du Premier ministre.

## Texte
« Le Premier ministre dirige l'action du gouvernement. Il est responsable de la Défense nationale. Il assure l'exécution des lois. Sous réserve des dispositions de l'article 13, il exerce le pouvoir réglementaire et nomme aux emplois civils et militaires.

Il peut déléguer certains de ses pouvoirs aux ministres.
Il supplée, le cas échéant, le Président de la République dans la présidence des conseils et des comités prévus par l'article 15.

Il peut, à titre exceptionnel, le suppléer pour la présidence d'un Conseil des ministres en vertu d'une délégation expresse et pour un ordre du jour déterminé. »
— Article 21 de la Constitution du 4 octobre 1958

## Contenu

### Direction de l'action du Gouvernement
Bien que le premier alinéa de l'article 21 de la Constitution dispose que « le Premier ministre dirige l'action du Gouvernement », le Premier ministre n'est pas de jure le supérieur hiérarchique des ministres,.

### Responsabilité de la Défense nationale
Si le Président de la République est le « chef des armées » en vertu de l'article 15, l'article 21 indique que le Premier ministre est « responsable de la Défense nationale ». Cette disposition est complétée par l'article L 1131-1 du Code de la Défense, selon lequel le Premier ministre « formule les directives générales pour les négociations concernant la défense [...] Il décide de la préparation et de la conduite supérieure des opérations et assure la coordination de l'activité en matière de défense de l'ensemble des départements ministériels ».
Le juriste Guy Carcassonne fait cependant remarquer que, « comme à l'accoutumée, si le président décide, c'est toujours le chef du gouvernement qui met en œuvre, et cela seul suffit à rendre son intervention déterminante ».
L'alinéa 2 de l'article 21 de la Constitution de 1958 (« Il peut déléguer certains de ses pouvoirs aux ministres. ») reprend l'article 54 de celle de 1946 (« Le président du Conseil des ministres peut déléguer ses pouvoirs à un ministre. »),. Il permet l'existence de « ministres délégués auprès du Premier ministres »,,,.

### Application de l'alinéa 4
Dans le cas où le premier ministre préside le conseil, il se tient à l'Hôtel de Matignon au lieu du Palais de l'Élysée.
Depuis l'entrée en application de la Constitution, l'article 21 alinéa 4 a été appliqué six fois :
| Date               | Président de la République | Premier ministre      | Circonstances                                                    |
| ------------------ | -------------------------- | --------------------- | ---------------------------------------------------------------- |
| 22 avril 1964,     | Charles de Gaulle          | Georges Pompidou      | Intervention chirurgicale subie par le président le 17 avril     |
| 30 septembre 1964, | Charles de Gaulle          | Georges Pompidou      | Voyage du président en Amérique du Sud                           |
| 14 février 1973,   | Georges Pompidou           | Pierre Messmer        | État de santé du président                                       |
| 16 septembre 1992, | François Mitterrand        | Pierre Bérégovoy      | Intervention chirurgicale subie par le président le 11 septembre |
| 20 juillet 1994,   | François Mitterrand        | Édouard Balladur      | Intervention chirurgicale subie par le président le 18 juillet   |
| 7 septembre 2005,  | Jacques Chirac             | Dominique de Villepin | Accident vasculaire cérébral du président le 2 septembre         |

Il est admis que la « délégation expresse » puisse être verbale dès lors que son existence est établie.